# Пастка (роман)
Пастка (фр. L'Assommoir) (1877) — сьомий роман двадцятитомної серії Еміля Золя «Ругон-Макари». У творі, який вважають одним із шедеврів натуралістичної літератури, автор детально зобразив життя робітничого класу в Парижі середини XIX ст. Провідною темою роману є також алкоголізм та його згубні наслідки. Одразу після появи «Пастка» викликала бурхливу полеміку, стала комерційно успішною і зробила Золя відомим у Франції та за її межами.

## Написання
У цьому романі Золя задумав показати реалії життя робітничих передмість. Це середовище було йому знайоме з юності, коли вони з матір'ю оселилися в Парижі й скромно жили в одній кімнаті. З 1860 по 1865 Золя працював у доках, потім — у книгарні Hachette, а вже пізніше — почав писати для газет, що дозволило йому змінити помешкання. У ті часи ця частина населення була мало представлена в літературі, та й то тільки ідеалізовано. Золя ж бажає описати все, як воно є. Отже, він стверджує, що «треба бути досить сміливим, щоб сказати правду і вимагати, щиро виклавши факти, для нижчих класів повітря, світла та освіти». За його словами, цей творчий задум — «картина життя робітничої сім'ї нашої доби, глибока й особиста драма падіння паризького робітника через руйнівний вплив околиць та шинків».

## Переклад
У 1879 році вийшли друком перші три розділи у перекладі Ольги Рошкевич під заголовком «Довбня». Ініціатором видання та автором передмови був Іван Франко. «Довбнею» Франко називає роман у своїх статтях.
Роман не ввійшов до 18-томного видання творів Золя (1929-30). У передмові Володимир Державин згадує його під заголовком «Западня».
Заголовок «Пастка» усталився з 1940. Вперше його вжито в передмові Абрама Гозенпуда до книжки Еміль Золя «Французький живопис ХІХ ст.» «Еміль Золя — художній критик». Також «Пасткою» роман називає в статтях про творчість Золя Григорій Кочур.
Перший повний переклад роману вийшов у Видавництві Жупанського у 2021.